# 克瘟散
克瘟散（O-乙基-S,S-二苯基二硫代磷酸酯；别称敌瘟磷、稻瘟光、護粒松）是一种内吸性杀真菌剂，能够抑制磷脂酰胆碱的生物合成。它最早由拜耳公司于1966年制成，用于防止水稻的稻热病菌和立枯丝核菌病害。克瘟散未曾在欧盟被批准使用。